# Oldalsávos paduc
Az oldalsávos paduc (Protochondrostoma genei) a sugarasúszójú halak (Actinopterygii) osztályának pontyalakúak (Cypriniformes) rendjébe, ezen belül a pontyfélék (Cyprinidae) családjába tartozó faj.
Manapság nemének az egyetlen faja, azonban korábban a Chondrostoma nevű halnembe volt besorolva.

## Előfordulása
Az oldalsávos paduc Észak- és Közép-Olaszország nagyobb folyóinak középső szakaszain él, például a Pó, Adige és Isonzó folyókban. A hal megtalálható Dél-Franciaországban is, a Rhône és a Var folyókban. Az Alpoktól északra nagyon ritka, csak alkalmilag bukkan elő. Néha az Inn és Rajna folyókból kerülnek elő.

## Megjelenése
A hal testhossza 15-20 centiméter, legfeljebb 30 centiméter. 50-62 közepes nagyságú pikkelye van az oldalvonala mentén.

## Életmódja
Rajhal, amely az oxigéndús vizeket kedveli és a kavicsos mederfenéken tartózkodik. Tápláléka apró fenéklakó állatok és kevés növényi táplálék.

## Szaporodása
Valószínűleg március és május között, vagy május és június között ívik. Az íváshoz, kis vándorutakat tesz meg.